# Heinrich Carl Weltzien
Heinrich Carl Weltzien (* 7. März 1928 in Krefeld; † 2. Juni 2020 in Remagen) war ein deutscher Agrarwissenschaftler und Phytopathologe. Er war Direktor und Professor am Institut für Pflanzenkrankheiten der landwirtschaftlichen Fakultät der Universität Bonn.

## Biographie
Weltzien machte 1946 das Abitur in Krefeld. Nach der für die Aufnahme eines Landwirtschaftsstudium seinerzeit obligatorischen Landwirtschaftslehre studierte er ab 1948 Landwirtschaft (heute: Agrarwissenschaften) an der Landwirtschaftlichen Hochschule in Stuttgart-Hohenheim und an der Universität Bonn. Nach dem Abschluss zum Diplom-Landwirt (heute: Diplom-Agraringenieur) im Jahr 1951 in Bonn erfolgte 1954 die Promotion im Fach Phytomedizin sowie 1961 die Habilitation im Fach Pflanzenpathologie und Pflanzenschutz an der Universität Stuttgart-Hohenheim.
Im Rahmen einer Kooperation mit der Amerikanischen Universität Beirut lehrte Weltzien 1962 bis 1974 in Beirut, übte jedoch parallel bis zu seiner Emeritierung im Jahre 1993 die Funktion des Direktors des Instituts für Pflanzenkrankheiten der Universität Bonn aus.
Weltzien wirkte auch an Aufgaben an den internationalen Agrarforschungszentren ICARDA in Aleppo, ICIPE in Nairobi und WARD in Bouaké mit.
Als Einrichter und Gründungsdirektor des Lehr- und Versuchsgutes für organischen Landbau „Wiesengut“ an der Universität Bonn im Jahre 1985, begann er mit der Begründung eines Lehrprogramms für biologischen Gartenbau am Oglala Lakota College, Pine Ridge Indian Reservation, South Dakota, USA, 1990–1999.
Sein Arbeitsschwerpunkt war die Gesunderhaltung von Nutzpflanzen in biologischen Systemen verschiedener Lehrprogramme in Bonn und South Dakota, USA.

## Veröffentlichungen
- G. M. Hoffmann, F. Nienhaus, H.-M. Poehling, F. Schönbeck, H. C. Weltzien, H. Wilbert: Lehrbuch der Phytomedizin. 3. Auflage. Blackwell Wissenschafts-Verlag, 2002.
- J. Becker, H. C. Weltzien: Bekämpfung des Weizensteinbrandes (Tilletia caries(D.C.)Tul. & C.Tul.) mit organischen Nährstoffen. (Control of common bunt (Tilletia caries (D.C.)Tul. & C.Tul.) with organic compounds). In: Zeitschrift für Pflanzenkrankheiten und Pflanzenschutz. Band 100, Nr. 1, 1993, S. 49–57.
- N. Ketterer, B. Fisher, H. C. Weltzien.: Biological control of Botrytis cinerea on grapevine by compost extracts and their microorganisms in pure culture. In: K. Verhoeff, N. E. Malathrakis, B. Williamson (Hrsg.): Recent Advancesin Botrytis Research. Pudoc Scientific, The Netherlands 1992, S. 179–186.
- V. Vilich-Meller, H. C. Weltzien: Gerste-Hafer-Gemenge: Ein altes Verfahren mit neuer Aktualität. In: Gesunde Pflanzen. 43. Jhg., Heft 3, 1991, S. 87–91.
- R. Nicolay, R. A. Sikora, H. C. Weltzien: Einfluß von Gründüngung, Stroh und Kompost auf die Aktivität pilzlicher Eiparasiten von Heterodera schachtii Schmidt. In: Zeitschrift für Pflanzenkrankheiten und Pflanzenschutz. Band 97, 1990, S. 470–483.
- V. Vilich-Meller, H. C. Weltzien: Resistenzinduktion in Gerste und Hafer durch Vorinokulation mit Apathogenen – ein befallsmindernder Mechanismus in gemischten Getreidebeständen. In: Zeitschrift für Pflanzenkrankheiten und Pflanzenschutz. Band 97, Nr. 5, 1990, S. 532–543.
- A. Traenkner, H. C. Weltzien.: Untersuchungen an Artenmischungen von Winterweizen un Winterroggen. 1. Die Entwicklung von Blattkrankheiten in Freilandversuchen ohne Pflanzenschutzbehandlung. In: Zeitschrift für Pflanzenkrankheiten und Pflanzenschutz. Band 96, 1989, S. 11–18.
- N. Ketterer, H. C. Weltzien.: Wirkung von Kompost und Microorganismen Extrakten auf den Befall der Kartoffel durch Phytophthora infestans. In: Mitt. Biol. Bundesanst. Band 242, 1988, S. 346.
- C. Samerski, H. C. Weltzien: Untersuchungen zum wirkungsmechanismus von Kompostextrakten im Pathosystem Zuckerrübe – Echter Mehltau. In: Zeitschrift für Pflanzenkrankheiten und Pflanzenschutz. Band 95, Nr. 2 1988, S. 176–181.
- A. Stindt, H.C. Weltzien.: Der Einsatz von Kompostextrakten zur Bekämpfung von Botrytis cinerea an Erdbeeren. Ergebnisse des Versuchsjahres 1987. In: Gesunde Pflanzen. Band 40, 1988, S. 451–454.
- H. G. Studt, H. C. Weltzien.: Der Einfluss der Umweltfaktoren Temperatur, relative Luftfeuchtigkeit und Licht auf die Konidienbildung beim Apfelschorf, Venturia inaequalis (Cooke) Winter. In: Phytopath. Z. Band 84, Nr. 2 1975, S. 115–130.